# Гёйазен (гора)
Гёйазен (азерб. Göyəzən), также Гейазан  — одиночная скалистая гора вулканического происхождения. Расположена на дне обширной плоскодонной кальдерной котловины в бассейне нижнего течения реки Джогас (левый приток реки Акстафы) в Казахском районе Азербайджана, в 15—16 км от районного центра города Казах. 

## Этимология
Согласно азербайджанской этимологии, название горы Гёйазан (азерб. Göyəzən), от гёй — небо, эзян — поднимающий, т.е. поднимающий небо.

## Рельеф
Монолитная вулканическая гора Гёйазен — одно из многочисленных геологических образований, рассыпанных по всему Малому Кавказу. У подножия и на склонах горы находятся остатки средневековых жилых и оборонительных сооружений, определяющие её историко-архитектурную и экотуристическую значимость (см. Гейазан (крепость)).
Гора представляет собой отвесную скалу с относительной высотой в 250 м (абсолютная высота — 858 м) и диаметром до 200 м у основания. Согласно исследованиям известного геолога профессора Р. Н. Абдуллаева, Гёйазен является наиболее крупным в этом регионе экструзивным куполом субвулканической фации кислой магмы.
Территория, на которой находится гора, расположена в сухой субтропической ландшафтно-климатической зоне. Растительный покров горы представлен в основном полынно-солончаковым комплексом полупустынь и степей, а в окрестностях — кустарниками и фрагментами горных лесов.

## В литературе
Гора Гёйазен упоминается в стихах народного поэта Азербайджана Вагифа Самедоглу.